# Flags of the World
Flags of the World (anglicky Vlajky světa) je nekomerční dobrovolnická organizace, provozující největší světovou internetovou databázi státních symbolů, převážně vlajek. Byla založena roku 1993, od roku 1994 provozuje svůj web. Sídlí v Kanadě, je členem Mezinárodní federace vexilologických asociací (FIAV). Stránky jsou v angličtině.
Flags of the World obsahuje (v březnu 2022) 79 000 stránek s 171 000 vyobrazeními vlajek států (včetně těch mezinárodně neuznávaných), obcí, hnutí a organizací ve formátu GIF. Věnuje se také sjednocování odborného názvosloví, zabývá se zásadami vyvěšování vlajek, přináší i vlajky fiktivní (z filmů nebo knih) nebo chybná vyobrazení skutečných vlajek. Databázi je možno prohledávat podle států, klíčových slov či názvů. Na aktualizaci stránek pracují zdarma tisíce zájemců z celého světa, jejich činnost koordinuje 21 správců.